# Grote brand van Podil
De Grote brand van Podil was een stadsbrand die tussen 9 en 11 december 1811 woedde in het stadsdeel Podil van de Oekraïense stad Kiev. Bij de brand werd een groot deel van de wijk verwoest en bijna alle kerken en kloosters.

## Brand
De brand begon in de ochtend van 9 juli 1811 en de brand hield in totaal drie dagen aan. Volgens het officiële rapport van de stad Kiev zou de brand ontstaan zijn doordat een paar kinderen met vuur speelden. Door de brand werden meer dan 2.000 woningen, 12 kerken en drie kloosters verwoest. Enkele huizen overleefden de brand, waaronder de oude woning van tsaar Peter I. Volgens verhalen zou de rook van de brand nog op een afstand van 130 kilometer te zien zijn geweest.

## Nasleep
Na de ramp zochten de bewoners van Podil hun toevlucht in het district Obolon. Er was sprake van wat financiële hulp vanuit de overheid en van enkele weldoeners, maar het was voor velen onvoldoende om hun huis opnieuw op te bouwen. De overheid besloot wel om van Podil een proeftuin te maken van stadsvernieuwing. De architect Andrey Melensky, aan wie deze taak werd toevertrouwd, ontwierp een plattegrond met een schaakbordpatroon voor de wijk.